# 何耀
何耀（1923年7月—2021年2月23日），男，直隶（今河北）深泽人，中华人民共和国政治人物，曾任中共内蒙古自治区党委政法委书记，中共内蒙古自治区纪委书记，内蒙古自治区人大常委会副主任。

## 生平
中华人民共和国成立后，历任绥远省晏江县县长、内蒙古河套专署秘书长，中共河套地委秘书长、中共巴彦淖尔盟盟委秘书长，中共内蒙古自治区党委调研室研究员。文化大革命时期收到冲击。1974年后，历任巴彦淖尔盟革委会副主任、盟委副书记，巴彦淖尔盟行政公署盟长、盟委书记，内蒙古大学党委代书记，自治区政法委书记、自治区人大常委会副主任。1986年4月，任中共内蒙古自治区纪委书记。1996年10月离休。2021年2月23日在呼和浩特逝世。